# Дембінкі (Леґьоновський повіт)
Дембінкі (пол. Dębinki) — село в Польщі, у гміні Сероцьк Леґьоновського повіту Мазовецького воєводства.
Населення — 95 осіб (2011).
У 1975-1998 роках село належало до Варшавського воєводства.

## Демографія
Демографічна структура станом на 31 березня 2011 року:
|          | Загалом | Допрацездатний вік | Працездатний вік | Постпрацездатний вік |
| -------- | ------- | ------------------ | ---------------- | -------------------- |
| Чоловіки | 49      | 20                 | 28               | 1                    |
| Жінки    | 46      | 12                 | 28               | 6                    |
| Разом    | 95      | 32                 | 56               | 7                    |